# Djidingar Dono Ngardoum
Djidingar Dono Ngardoum (ur. 1928, zm. 19 lutego 2000) – czadyjski polityk, premier Czadu w roku 1982.
Przed 1982 zasiadał jako minister-technokrata w rządzie François Tombalbaye. Został mianowany na reaktywowane stanowisko premiera z dniem 19 maja 1982, kiedy prezydent Goukouni Oueddei próbował ratować swój skonfliktowany i nieakceptowany rząd. Miesiąc później do Ndżameny wkroczył jednak zbuntowany Hissène Habré, który został prezydentem oraz Przewodniczącym Rady Państwa, co spowodowało likwidację stanowiska premiera na kolejne 9 lat. W październiku 1982 został ministrem stanu w gabinecie Habré, później zasiadał też na czele ministerstwa rolnictwa.